# ويكا دايانية
الويكا الدايانية هي تقليد ضمن إطار ديانة الويكا وهي من الديانات الوثنية الحديثة. وتم تأسيسها في السبعينات في الولايات المتحدة على يد سوزان بودابست.
تركّز الويكا الدايانية على عبادة الإلهة المؤنثة والفلسفة النسوية. وبالإضافة إلى المعتقدات التقليدية للويكا، يحوي هذا التقليد أيضاً عناصر من معتقدات السحر الإيطالية القديمة، القيم النسوية، الطقوس التراثية وممارسات الشفاء الذاتي. ويختلف هذا التقليد عن بقية أنواع الويكا بأنه يقبل الإناث فقط، وتتمحور طقوسه حول عبادة الإلهة الأنثى حصراً من دون الإله الذكر.